# Élections générales québécoises de 2022
Les élections générales québécoises de 2022 ont lieu le 3 octobre 2022 afin d'élire les 125 députés de la 43e législature à l'Assemblée nationale du Québec.
La Coalition avenir Québec remporte largement ces élections, ce qui permet à François Legault d'entamer un deuxième mandat au poste de premier ministre du Québec. Le Parti québécois et le Parti libéral du Québec continuent leur déclin en nombre de sièges et en vote populaire, réalisant tous deux le pire score de leur histoire, tandis que Québec solidaire stagne.
Dans un contexte d'opposition aux mesures sanitaires contre le Covid-19, le Parti conservateur du Québec connaît une forte hausse en nombre de voix, sans parvenir toutefois à faire élire un seul député.

## Contexte
À la suite des élections de 2018 marquées par la victoire de la Coalition avenir Québec dirigée par François Legault qui remporte la majorité absolue des sièges lui permettant de former un gouvernement majoritaire pendant 4 ans, Philippe Couillard, alors chef du Parti libéral du Québec, et Jean-François Lisée, alors chef du Parti québécois, démissionnent de leur poste après ces défaites. Une course à la chefferie a lieu dans les deux partis.
Pour le Parti libéral, Dominique Anglade, ancienne vice-première ministre et ancienne ministre de l'Économie, de la Science et de l'Innovation, se présente. Alexandre Cusson, ayant quitté quelques jours plus tôt la présidence de l'Union des municipalités du Québec et annonçant son intention de quitter son poste de maire de Drummondville à la fin de janvier 2020, se présente aussi. Cependant, c'est Denis Coderre, ex-maire de Montréal qui obtient le plus d'appuis auprès des sympathisants libéraux, bien qu'il ne soit pas candidat à la chefferie. Finalement, Alexandre Cusson se retire de la campagne libérale pour des raisons économiques, faisant ainsi de Dominique Anglade la première femme noire à la tête d'un grand parti au Québec.
Pour le Parti québécois, Sylvain Gaudreault, député de Jonquière, est le premier à se lancer. Il est suivi par Frédéric Bastien, historien de profession, et Paul St-Pierre Plamondon, avocat de profession. L'humoriste Guy Nantel présente sa candidature le 13 février 2020. Paul St-Pierre Plamondon, Sylvain Gaudreault, Frédéric Bastien et Guy Nantel, sont les candidats officiels à la course à la direction du Parti québécois de laquelle Paul St-Pierre Plamondon sort vainqueur le 9 octobre 2020.
Le 16 mai 2021, Manon Massé annonce qu'elle cède son rôle de cheffe parlementaire à Gabriel Nadeau-Dubois, l'autre co-porte-parole du parti qui deviendra donc le candidat au poste de premier ministre du Québec aux élections de 2022. Toutefois, Manon Massé se représentera comme candidate dans la circonscription de Sainte-Marie–Saint-Jacques ainsi qu'au poste de co-porte-parole.

## Système électoral
L'Assemblée nationale est composée de 125 sièges pourvus au scrutin uninominal majoritaire à un tour dans autant de circonscriptions électorales.

## Forces en présence

### Tableau récapitulatif
| Parti politique | Parti politique                    | Idéologie                                                                            | Candidat au poste de premier/ière ministre | Slogan                                      | Résultat en 2018 | Députés      | Députés            | Députés   |
| Parti politique | Parti politique                    | Idéologie                                                                            | Candidat au poste de premier/ière ministre | Slogan                                      | Résultat en 2018 | Élus en 2018 | À la disso- lution | Candidats |
| --------------- | ---------------------------------- | ------------------------------------------------------------------------------------ | ------------------------------------------ | ------------------------------------------- | ---------------- | ------------ | ------------------ | --------- |
|                 | Coalition avenir Québec (CAQ)      | Centre droit Autonomisme, nationalisme québécois, libéralisme économique             | François Legault                           | Continuons.                                 | 37,42            | 74           | 76                 | 125       |
|                 | Parti libéral du Québec (PLQ)      | Centre Fédéralisme, libéralisme économique, social-libéralisme, progressisme         | Dominique Anglade                          | Votez vrai. Vrais enjeux. Vraies solutions. | 24,82            | 31           | 27                 | 125       |
|                 | Parti québécois (PQ)               | Centre gauche Souverainisme, nationalisme québécois, social-démocratie, régionalisme | Paul St-Pierre Plamondon                   | Le Québec qui s'assume. Pour vrai.          | 17,06            | 10           | 7                  | 125       |
|                 | Québec solidaire (QS)              | Gauche Souverainisme, socialisme démocratique, altermondialisme, féminisme           | Gabriel Nadeau-Dubois                      | Changer d'ère.                              | 16,10            | 10           | 10                 | 124       |
|                 | Parti conservateur du Québec (PCQ) | Droite Fédéralisme, conservatisme fiscal, libertarianisme, populisme de droite       | Éric Duhaime                               | Libres chez nous.                           | 1,46             | 0            | 1                  | 125       |
|                 | Parti vert du Québec (PVQ)         | Gauche radicale Fédéralisme, écologisme, écosocialisme, droits des animaux           | Alex Tyrrell                               | Le parti vraiment vert.                     | 1,68             | 0            | 0                  | 73        |
|                 | Indépendants                       | Indépendants                                                                         | Indépendants                               | Indépendants                                | 0,16             | 0            | 4                  | 14        |
| Total           | Total                              | Total                                                                                | Total                                      | Total                                       | 100              | 125          | 125                | 880       |

### Coalition avenir Québec
La Coalition avenir Québec, fondée en 2011 et dirigée par l'ancien ministre péquiste François Legault gouverne le Québec depuis les élections de 2018. Élu avec comme promesse phare de réduire les seuils d'immigration au Québec et d'adopter une loi cadre sur la laïcité de l'État, le parti du premier ministre François Legault mise sur une politique nationaliste afin de se maintenir haut dans les sondages d'opinion. Le début du mandat voit le gouvernement adopter la loi 21, ou Loi sur la laïcité de l'État. Bien que populaire chez une partie de l'électorat québécois, l'adoption du projet de loi est dénoncée par divers groupes de la société civile, ainsi que par le Parti libéral du Québec, Québec solidaire, ainsi que par le Parti libéral du Canada et le Nouveau Parti démocratique. La CAQ est également critiquée par rapport à sa gestion du processus d'immigration. Le ministre responsable, Simon Jolin-Barrette, admet une erreur dans la gestion de la réforme et s'engage à être plus à l'écoute. Amené à gérer la pandémie de Covid-19 au Québec depuis mars 2020, le gouvernement de François Legault a su, contrairement aux partis d'opposition, maintenir ses intentions de vote dans les sondages d'opinions, malgré les mesures mises en place par l'État afin de contenir la propagation de la maladie.

### Parti libéral du Québec
Au pouvoir de 2003 à 2012 puis de 2014 à 2018, le Parti libéral du Québec obtient aux élections de 2018 son pire résultat en nombre de sièges (31) depuis 1976 et le pire résultat de son histoire en termes de pourcentage du vote obtenu. À la suite de ces résultats, Philippe Couillard, chef depuis 2013 et premier ministre de 2014 à 2018 annonce qu'il quitte la direction du PLQ ainsi que son siège de Roberval. Le Parti libéral forme alors l'opposition officielle, sans nécessairement se faire entendre par les médias et les Québécois surtout en contexte de pandémie, où les travaux de l'Assemblée nationale sont suspendus durant de nombreuses semaines. Le parti ayant perdu son chef, une course à la direction est organisée afin de trouver un remplaçant à Philippe Couillard. Bien que plusieurs noms aient circulé, seuls deux candidats se présentent : l'ex-maire de Drummondville, Alexandre Cusson ainsi que l'ancienne présidente de la CAQ et ancienne vice-première ministre dans le cabinet Couillard, Dominique Anglade. À la suite de la suspension de la course à la direction par le parti, Alexandre Cusson retire sa candidature. C'est Dominique Anglade qui devient donc cheffe du PLQ. Sous la direction de cette dernière, le Parti, qui n'a aucun député à l'est de Montréal depuis la démission de Sébastien Proulx, s'engage à faire une grande tournée de consultation dans les régions du Québec afin de reconnecter avec l'électorat québécois et s'engage aussi à écrire la charte des régions.

### Parti québécois

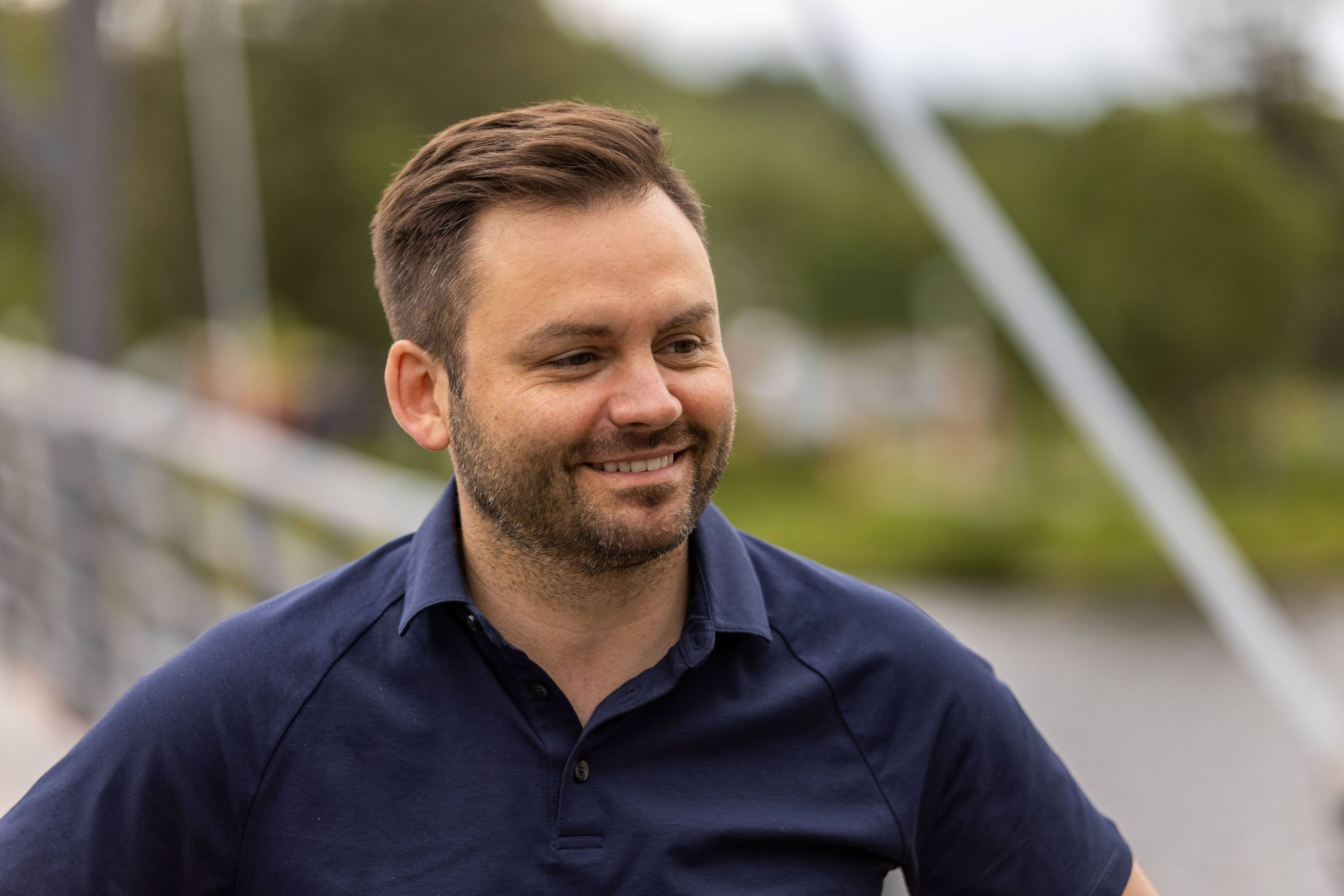
Paul St-Pierre Plamondon, chef du Parti québécois

Ayant gagné les élections générales de 2012, le Parti québécois n'obtient que 10 députés et 17,06 % du vote populaire lors des élections générales de 2018, son pire résultat en nombre de sièges depuis les élections générales de 1973 et son pire résultat en termes de pourcentage de son histoire. Le parti, qui a connu sept chefs entre 2014 et 2020, perd son statut de deuxième opposition lors du départ du caucus de la députée de Marie-Victorin Catherine Fournier. Jean-François Lisée, qui a dirigé le parti de 2016 à 2018, quitte ses fonctions après la défaite de son parti. Une course à la direction est organisée. L'historien Frédéric Bastien, le député Sylvain Gaudreault, l'humoriste Guy Nantel et le juriste Paul St-Pierre Plamondon sont sur les rangs. Ce dernier est élu au troisième tour avec 56 % des votes.

### Québec solidaire

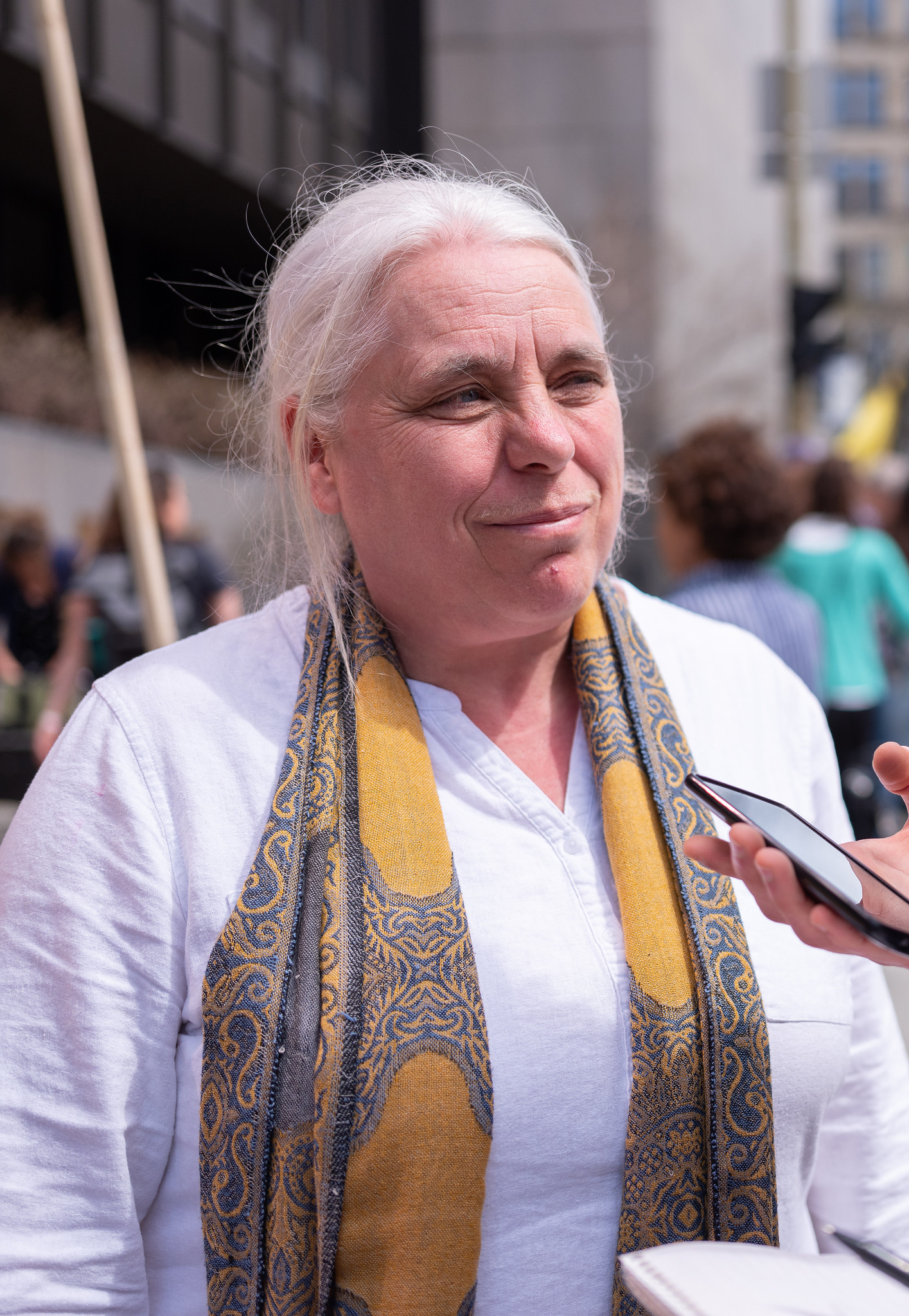
Manon Massé, co-porteparole de Québec solidaire

La formation politique de gauche obtient son meilleur résultat en faisant élire 10 députés et en obtenant 16 % des votes aux élections de 2018. Bien qu'en accord avec le principe de la laïcité des institutions publiques, Québec solidaire s'oppose à l'interdiction du port de signes religieux par les fonctionnaires en position d'autorité, prévue par la Loi sur la laïcité de l'État adoptée en juin 2019. Québec solidaire s'oppose farouchement au projet de GNL Québec, un gazoduc dont le terminal devrait être situé sur la rivière Saguenay.

### Parti conservateur du Québec

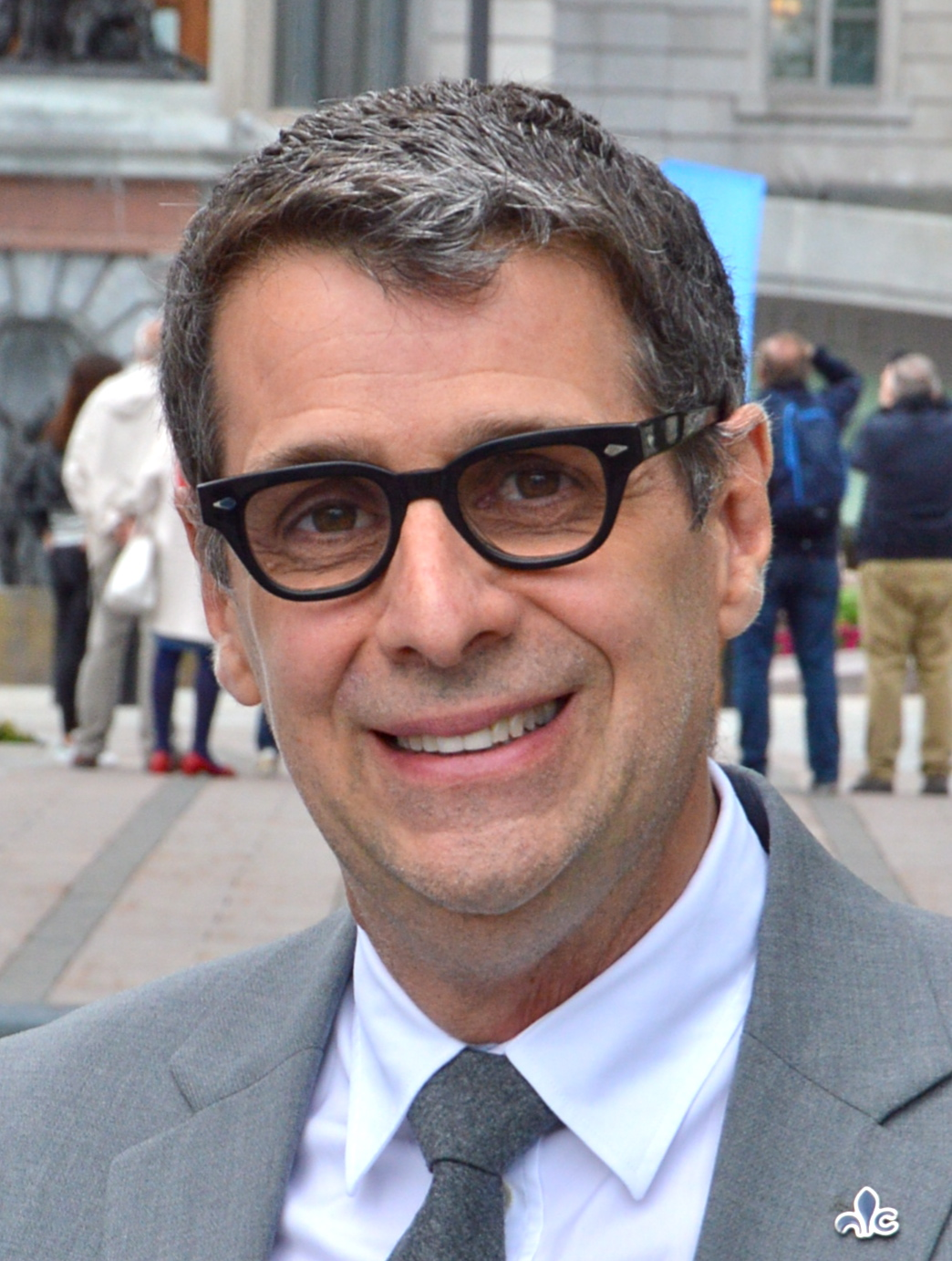
Éric Duhaime, chef du Parti conservateur du Québec

Lors de l'élection de 2018, soit presque une décennie après sa création, le Parti conservateur du Québec demeure un tiers parti et ne réussit à faire mieux qu'une cinquième place avec 8,6 % des votes dans la circonscription de Chauveau. Or, en 2020, coïncidant avec les débuts de la pandémie de Covid-19, l'ancien chef Adrien D. Pouliot quitte ses fonctions ce qui entame une course à la direction se concluant par la victoire d'Éric Duhaime le 17 avril 2021,. Depuis, le parti connaît une forte montée dans les sondages, dans un contexte d'opposition aux mesures sanitaires. Le Parti conservateur milite également pour des mesures rappelant celles de l'ancienne ADQ comme l'incorporation de plus de privé dans le système de santé. L'exploitation des hydrocarbures, un troisième lien à l'est de la ville de Québec et une révision du mode de financement des garderies font également partie des priorités du PCQ.

### Parti vert du Québec

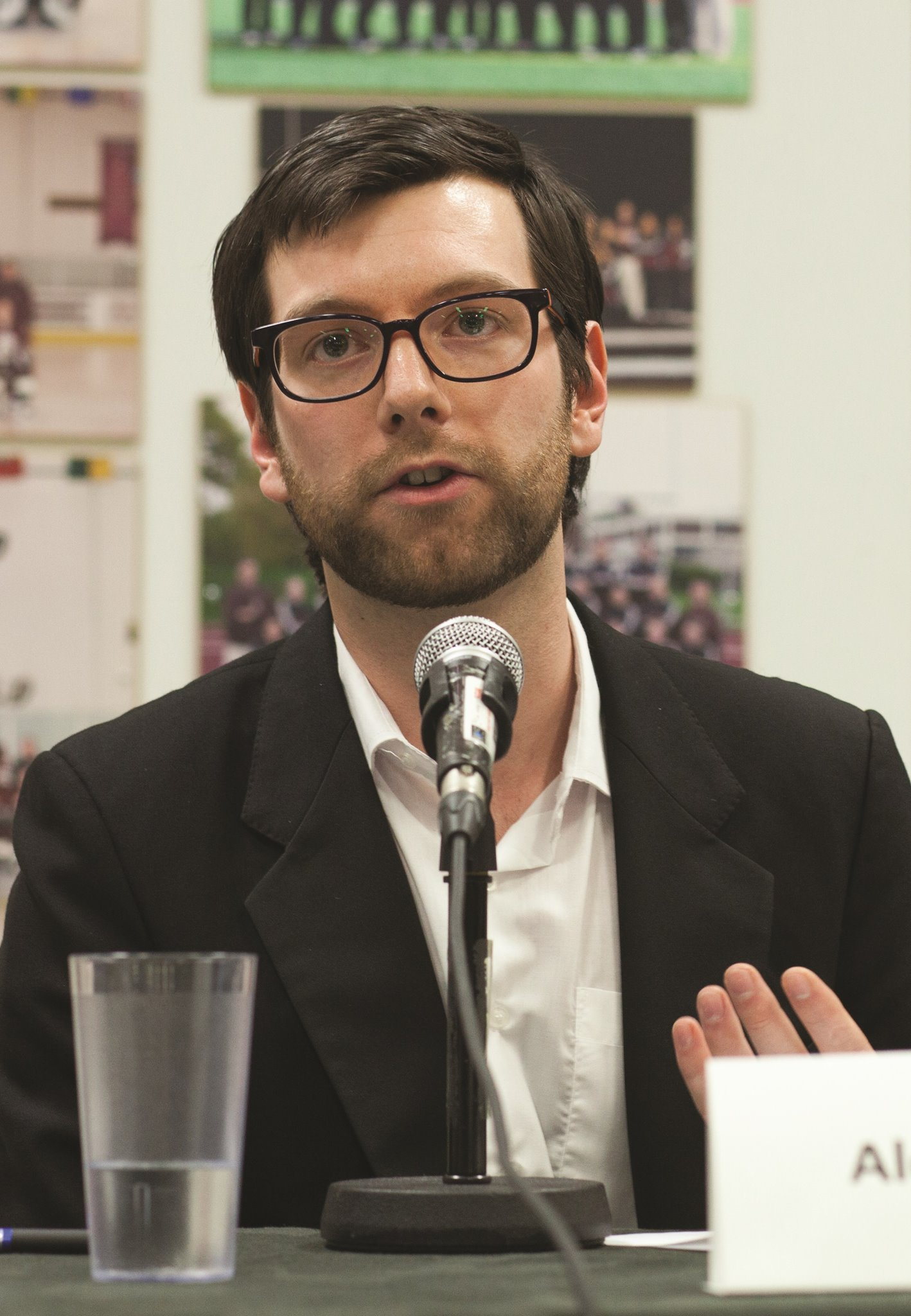
Alex Tyrrell, chef du Parti vert du Québec

Après avoir recueilli une certaine reconnaissance lors des élections de 2007 et de 2008 en obtenant l'appui de jusqu'à 3,85 % des Québécois s'étant exprimés dans les urnes, le Parti vert peine à se démarquer de nouveau, coïncidant avec la montée du parti de gauche Québec solidaire. Des sept partis ayant obtenus le plus de votes lors des dernières élections générales, le PVQ est le parti classé le plus à gauche : il propose une option éco-socialiste ouvertement anticapitaliste qui promet de mener une lutte sans compromis aux politiques néo-libérales. Son chef, Alex Tyrrell, en est à sa troisième campagne à la tête du parti et a récemment été impliqué dans une controverse entourant l'invasion de l'Ukraine par la Russie lorsqu'il affirma que « les demandes énoncées par la Russie à l’égard de l’Ukraine devraient être acceptées par le gouvernement ukrainien et les pays occidentaux ». Il est aussi critiqué pour son appui du bilinguisme français-anglais au Québec et son soutien à la formulation bilingue « Bonjour-Hi », présente à Montréal.

## Campagne

### Débats

#### Débats en français
Deux débats sont organisés en français : un sur chacun des réseaux d'information traditionnels, soit un sur les ondes de Radio-Canada et un autre à TVA. Les chefs des cinq principaux partis (Legault, Anglade, Nadeau-Dubois, Saint-Pierre Plamondon, Duhaime) ont été invités aux deux débats .
Un protocole Covid-19 a été établi en cas que si un des cinq chef soit infecté, des remplaçants sont désignés par les chefs de chaque parti. Le Parti conservateur et Québec solidaire ont déjà choisi leur remplaçant, Manon Massé sera substitut pour QS et Karim Elayoubi sera substitut pour le PCQ.

##### Radio-Canada
Le débat conventionnel animé par Patrice Roy est diffusé le 22 septembre. En plus du débat conventionnel, le diffuseur public national organise également une émission d'entrevues le 4 septembre, à la manière de « Cinq chefs, une élection » présentée lors des élections fédérales canadiennes de 2021. Les chefs des cinq principales formations politiques ont été conviés et ont répondu tour à tour aux questions des chefs d'antenne Patrice Roy, Céline Galipeau et Anne-Marie Dussault, dans l'ordre décroissant de leur nombre de sièges à l'Assemblée nationale lors de sa dissolution.
Des débats alternatifs ont eu lieu sur ICI RDI dans les termes de l'économie à l'émission Zone Économie et un autre sur l'environnement à 24•60.

##### TVA
Le débat conventionnel s'est tenu le 15 septembre et a été animé par Pierre Bruneau. TVA a toutefois annoncé que la place du chef du Parti conservateur (Éric Duhaime) au débat était conditionnelle à l'obtention d'au moins 10 % d'intention de vote dans les sondages lors du déclenchement de la campagne électorale, condition qui sera finalement atteinte.

##### Autre
Une tentative de débat des chefs uniquement centré sur l'environnement a été proposé par le co-porte-parole de Québec solidaire Gabriel Nadeau-Dubois, mais, sans réponse du premier ministre sortant ni organisateur s'étant proposé, le débat n'a jamais eu lieu.

#### Débat en anglais
Un débat en anglais était prévu, comme ce fut le cas en 2018, pour le 20 septembre mais il fut annulé en raison du refus de participer de François Legault et de Paul Saint-Pierre Plamondon. Même si Éric Duhaime et Dominique Anglade se dirent prêts à y participer sans le premier ministre sortant et le chef du Parti québécois, le consortium estima que la joute télévisée n'aurait pas été « juste et informative ».

### Controverses

#### Coalition avenir Québec
- François Legault, chef de la Coalition avenir Québec et député sortant dans L'Assomption, est impliqué dans plusieurs controverses : 
  - Le 29 août, il évoque cette madame pour faire référence à la cheffe du Parti libéral du Québec Dominique Anglade[30].
  - Le 7 septembre, il doit s'expliquer après avoir tenu des propos controversés sur l'immigration[31].
  - Le 12 septembre, Legault indique que l'immigration est une menace pour la cohésion sociale[32].
  - Lors du dévoilement des actifs des chefs aux médias, François Legault refuse de dévoiler à qui il aurait fait un don de 2 millions de dollars depuis 2018. Étant offusqué lorsque questionné par des journalistes sur la destination de cette somme[33].
  - Le 16 septembre, il admet qu'il y a aucune étude sur le projet du Troisième lien entre Québec et Lévis[34].
  - Le 28 septembre, Legault cite qu'accueillir plus de 50 000 immigrants par an serait suicidaire[35].
  - Lors d'une entrevue à CHLM-FM, il devient irrité et accuse l'animateur de radio de désinformation[36].

- Pierre Fitzgibbon, député sortant dans Terrebonne, se dit toujours en faveur du projet GNL Québec[37] malgré l'opposition de son chef de parti pour relancer le projet[38].
- Geneviève Guilbault, députée sortante dans Louis-Hébert, aurait traité un candidat libéral « d'adepte d’insultes et de propos disgracieux » dans un tweet[39].
- Bernard Drainville, candidat dans Lévis, livre un plaidoyer pour le Troisième lien entre Québec et Lévis en citant « Lâchez-moi avec les GES » et est remis en question par les partis d'opposition[40].
- Marie-Louise Tardif, députée sortante dans Laviolette–Saint-Maurice, aurait qualifié son propre parti de « assez restrictif et contrôlant » lors d'une entrevue pour une station de radio[41].
- Jean-Sébastien Barriault, candidat dans Matane-Matapédia, a convenu qu’un 3e lien à Québec n’était pas nécessaire pour les habitants de sa circonscription[42].
- Shirley Dorismond, députée sortante dans Marie-Victorin, a bloqué plusieurs électeurs et résidents sur les réseaux sociaux après avoir reçu des commentaires sur sa réaction aux inondations à Longueuil du 13 septembre 2022[43].
- Jean Boulet, député sortant dans Trois-Rivières, affirme que 80 % des immigrants « ne travaillent pas, ne parlent pas français, ou n’adhèrent pas aux valeurs de la société québécoises », lors d’un débat le 21 septembre dernier[44].

#### Parti conservateur du Québec
- Des pancartes du candidat de Laurier-Dorion, Guy Diotte, affichent le nom de la circonscription de Pointe-aux-Trembles[45].
- Jean-Félix Racicot, candidat dans Borduas, considère que les journalistes sont responsables de « la violence envers le peuple québécois »[46].
- Serge Noël, candidat dans Maskinongé, compare la situation des personnes non-vaccinées à celle des juifs sous l'Allemagne Nazie[47].
- Carmel-Antoine Bessard (candidate dans Bourassa-Sauvé), Stefano Piscitelli (candidat dans Vimont), Chakib Saad (candidat dans Jeanne-Mance–Viger), Louise Sexton (candidate dans Maurice-Richard) et Stéphane Turmel (candidat dans Fabre) auraient contribué au financement du convoi de la liberté[48]. Éric Duhaime, chef du parti conservateur du Québec, défend ses candidats et juge qu'ils n’ont rien fait de violent, tout a été pacifique[49].
- Éric Duhaime, chef du Parti conservateur du Québec et candidat dans Chauveau, est menacé par la saisie de deux immeubles par la ville de Québec pour taxes municipales impayées[50]. Quelques jours plus tard, on apprend qu'il n'a pas payé de taxes scolaires et qu'un huissier a été engagé pour les récupérer[51]. Les taxes seront payées dans les journées suivantes. Duhaime indique avoir voulu aider un ami dans une situation précaire[52],[53].
- Louis-Charles Fortier, candidat dans Jacques-Cartier, aurait fait des liens entre le Parti québécois, le régime nazi ainsi que l'apartheid[54].
- Le parti est accusé de contrevenir à la loi électorale en vendant des billets à 500 dollars pour participer à un rassemblement[55].
- Yves Beaulieu, candidat dans Pointe-aux-Trembles, se retrouve dans l'embarras après qu'une vidéo ait refait surface et dans laquelle on peut l'entendre dire des insultes envers François Legault[56].
- Karim Elayoubi, candidat dans Argenteuil, aurait tweeté que les jeunes de moins de 30 ans doivent fuir la province[57].
- 16 des 54 premiers candidats annoncés par le Parti, soit près de 30 %, ont partagé de la désinformation ou des théories du complot durant la pandémie selon CBC News[58].

#### Parti libéral du Québec
- Claude Vadeboncoeur, candidat dans Brome-Missisquoi, aurait qualifié le parti de la Coalition avenir Québec comme étant raciste et xénophobe dans des courriels envoyés au bureau de circonscription de la députée Isabelle Charest[59].
- Mustapha Berri, candidat dans Montmorency, est retenu temporairement au Maroc pour des engagements professionnels et ne pourra que faire campagne dès le 10 septembre[60].
- Marwah Rizqy, députée sortante dans Saint-Laurent, accuse le Parti conservateur du Québec d'être responsable du climat d'insécurité qui plane sur le début de la campagne électorale après avoir été menacée de mort par un ancien bénévole du Parti libéral[61],[62].
- Sylvain Lemieux, candidat dans Côte-du-Sud, a été reconnu coupable de recel[63].

#### Parti québécois
- Véronique Venne, candidate dans Joliette, aurait fait deux dons à la Coalition avenir Québec et était membre jusqu'en juin 2022[64].
- Paul Saint-Pierre Plamondon, chef du Parti québécois et candidat dans Camille-Laurin, aurait tenu des propos inappropriés au sujet des drapeaux en berne pour le décès d'Élisabeth II[65]. Le lendemain, il explique avoir eu « une réaction trop spontanée »[66].
- Andréanne Fiola, candidate dans Laval-des-Rapides, est critiquée pour sa participation dans un film pornographique quelques années auparavant[67].
- Lyne Jubinville, candidate dans Sainte-Rose, aurait critiqué plusieurs fois la religion islamique[68].
- Deux candidats, Catherine Provost (candidate dans L'Assomption) et Pierre Vanier (candidat dans Rousseau), sont exclus en raison de propos antimusulmans[69].

#### Québec solidaire
- Raphaël Fiévez, aspirant-candidat dans L'Assomption, est exclu pour avoir fait un commentaire favorable à une chronique de Richard Martineau concernant l'identité de genre[70].
- Le parti retire le balado Le comité des idées dangereuses dont un épisode avait pour sujet le désarmement de la police[71].
- Québec solidaire est placé sur la défensive pour leur promesse de l’impôt sur les grandes fortunes pour percevoir sur les actifs des millionnaires[72]. Les partis d'oppositions accusent QS de s'attaquer aux actifs des producteurs agricoles[73].
- Le parti retire un dépliant invitant les étudiants à changer d'adresse pour voter sur les campus[74].
- Olivier Bolduc, candidat dans Jean-Talon, ou son équipe a réalisé un montage photo en insérant le visage de l'homme d'affaires François Lambert sur sa page Facebook. Ce montage a été fait sans son consentement. Élection Québec étudierait le dossier[75].
- Marie-Phare Boucher, candidate dans Matane-Matapédia, prétend qu'il n'y a pas de bungalows à moins de 300 000 $ à Matane[76].
- Marie-Eve Rancourt, candidate dans Camille-Laurin, se retire de la course après avoir été prise en flagrant délit au moment où elle remplaçait un tract péquiste par un des siens dans la boîte aux lettres d'un électeur[77].
- Les porte-paroles de QS, Gabriel Nadeau-Dubois (député sortant dans Gouin) et Manon Massé (députée sortante dans Sainte-Marie–Saint-Jacques), dansent dans une vidéo TikTok avec un fond musical aux propos sexistes[78]. La chanson en question, Hit You With The Blick du rappeur KJ, fait carrément des allusions au viol.

#### Autres partis

##### Bloc Montréal
- Balarama Holness, chef de Bloc Montréal et candidat dans Notre-Dame-de-Grâce, doit se défendre pour ses communications majoritairement en anglais[79].

##### Parti vert du Québec
- Alex Tyrrell, chef du Parti vert du Québec et candidat dans Notre-Dame-de-Grâce, met sur ses pancartes électorales le slogan polémique « Bonjour-Hi ». Il est accusé de minimiser voire nier le recul du français au Québec. Il réagit en affirmant défendre le bilinguisme puisque : « ce dernier représente un atout pour la société et les individus »[80].
- Dans le cadre de la guerre en Ukraine, des propos du chef du Parti vert du Québec, affirmant que les demandes russes devraient « être acceptées par les pays occidentaux et le gouvernement ukrainien » font polémique[81].

## Sondages

### Pendant la campagne électorale
|                                                                       |                                                   |
| Évolution des intentions de vote pendant la campagne électorale       |                                                   |
| - Coalition avenir Québec - Parti libéral du Québec - Parti québécois | - Québec solidaire - Parti conservateur du Québec |

| Dernier jour du sondage                                                            | CAQ | PLQ | PQ | QS | PCQ | Autres | Sondeur      | Type de sondage | Échantillon | ME    | Source |
| ---------------------------------------------------------------------------------- | --- | --- | -- | -- | --- | ------ | ------------ | --------------- | ----------- | ----- | ------ |
| Dernier jour du sondage                                                            |     |     |    |    |     |        | Sondeur      | Type de sondage | Échantillon | ME    | Source |
| 2 octobre 2022                                                                     | 37  | 15  | 17 | 14 | 14  | 2      | Forum        | Téléphone       | 1 021       | ± 3,0 | HTML   |
| 2 octobre 2022                                                                     | 41  | 15  | 14 | 12 | 17  | 1      | Mainstreet   | Téléphone       | 1 508       | ± 2,5 | PDF    |
| 1 octobre 2022                                                                     | 41  | 16  | 12 | 14 | 16  | 1      | Research Co. | IVR             | 637         | ± 3,5 | PDF    |
| 1 octobre 2022                                                                     | 42  | 15  | 13 | 12 | 18  | 1      | Mainstreet   | Téléphone       | 1 445       | ± 2,6 | PDF    |
| 30 septembre 2022                                                                  | 38  | 17  | 15 | 15 | 14  | -      | Léger        | En ligne        | 1 035       | ± 3,0 | PDF    |
| 30 septembre 2022                                                                  | 41  | 15  | 13 | 11 | 18  | 1      | Mainstreet   | Téléphone       | 1 463       | ± 2,6 | PDF    |
| 29 septembre 2022                                                                  | 40  | 18  | 13 | 13 | 15  | 2      | Mainstreet   | En ligne        | 1 516       | ± 2,5 | PDF    |
| 28 septembre 2022                                                                  | 40  | 16  | 12 | 14 | 16  | 2      | Mainstreet   | En ligne        | 1 523       | ± 2,5 | PDF    |
| 27 septembre 2022                                                                  | 39  | 17  | 12 | 13 | 17  | 3      | Mainstreet   | En ligne        | 1 533       | ± 2,5 | PDF    |
| 26 septembre 2022                                                                  | 42  | 16  | 11 | 11 | 17  | 3      | Mainstreet   | En ligne        | 1 555       | ± 2,5 | PDF    |
| 25 septembre 2022                                                                  | 37  | 16  | 15 | 17 | 15  | -      | Léger        | En ligne        | 1 023       | ± 3,1 | PDF    |
| 25 septembre 2022                                                                  | 42  | 17  | 10 | 10 | 19  | 3      | Mainstreet   | En ligne        | 1 529       | ± 2,5 | PDF    |
| 24 septembre 2022                                                                  | 44  | 16  | 8  | 11 | 19  | 3      | Mainstreet   | En ligne        | 1 209       | ± 2,8 | PDF    |
| 23 septembre 2022                                                                  | 39  | 17  | 9  | 14 | 19  | 2      | Mainstreet   | En ligne        | 1 114       | ± 2,8 | PDF    |
| 23 septembre 2022                                                                  | 35  | 14  | 15 | 21 | 12  | 3      | Ekos         | En ligne        | 649         | ± 4,0 | HTML   |
| Débat des chefs à Radio-Canada (22 septembre 2022)                                 |     |     |    |    |     |        |              |                 |             |       |        |
| 22 septembre 2022                                                                  | 34  | 16  | 12 | 16 | 19  | 3      | Angus Reid   | En ligne        | 1 221       | ± 2,7 | HTML   |
| 22 septembre 2022                                                                  | 39  | 15  | 10 | 14 | 19  | 2      | Mainstreet   | En ligne        | 1 192       | ± 2,8 | PDF    |
| 21 septembre 2022                                                                  | 40  | 17  | 10 | 14 | 18  | 1      | Research Co. | En ligne        | 700         | ± 3,9 | PDF    |
| 21 septembre 2022                                                                  | 39  | 15  | 10 | 14 | 18  | 3      | Mainstreet   | Téléphone       | 1 472       | ± 2,6 | PDF    |
| 20 septembre 2022                                                                  | 40  | 14  | 14 | 16 | 14  | 1      | Segma        | Téléphone       | 1 080       | ± 3,0 | HTML   |
| 20 septembre 2022                                                                  | 39  | 14  | 11 | 14 | 19  | 3      | Mainstreet   | Téléphone       | 1 467       | ± 2,6 | PDF    |
| 19 septembre 2022                                                                  | 39  | 16  | 10 | 13 | 20  | 3      | Mainstreet   | En ligne        | 2 032       | ± 2,2 | PDF    |
| 18 septembre 2022                                                                  | 38  | 16  | 13 | 16 | 16  | 1      | Léger        | En ligne        | 1 046       | ± 3,0 | PDF    |
| 18 septembre 2022                                                                  | 40  | 17  | 10 | 12 | 20  | 3      | Mainstreet   | En ligne        | 1 538       | ± 2,5 | PDF    |
| 17 septembre 2022                                                                  | 42  | 18  | 8  | 11 | 18  | 3      | Mainstreet   | En ligne        | 1 846       | ± 2,3 | PDF    |
| 16 septembre 2022                                                                  | 41  | 18  | 8  | 11 | 19  | 4      | Mainstreet   | En ligne        | 1 641       | ± 2,4 | PDF    |
| Débat des chefs à TVA (15 septembre 2022)                                          |     |     |    |    |     |        |              |                 |             |       |        |
| 15 septembre 2022                                                                  | 42  | 18  | 7  | 11 | 18  | 4      | Mainstreet   | En ligne        | 1 523       | ± 2,5 | PDF    |
| 14 septembre 2022                                                                  | 42  | 17  | 7  | 11 | 19  | 4      | Mainstreet   | En ligne        | 1 530       | ± 2,5 | PDF    |
| 13 septembre 2022                                                                  | 41  | 18  | 8  | 11 | 19  | 4      | Mainstreet   | En ligne        | 1 529       | ± 2,5 | PDF    |
| 12 septembre 2022                                                                  | 38  | 18  | 11 | 17 | 15  | 3      | Léger        | En ligne        | 3 100       | ± 2,0 | PDF    |
| 12 septembre 2022                                                                  | 43  | 18  | 7  | 11 | 19  | 3      | Mainstreet   | En ligne        | 1 525       | ± 2,5 | PDF    |
| 11 septembre 2022                                                                  | 41  | 18  | 8  | 11 | 19  | 4      | Mainstreet   | En ligne        | 1 499       | ± 2,5 | PDF    |
| 10 septembre 2022                                                                  | 41  | 18  | 8  | 11 | 20  | 4      | Mainstreet   | En ligne        | 1 489       | ± 2,5 | PDF    |
| 9 septembre 2022                                                                   | 41  | 18  | 9  | 10 | 19  | 4      | Mainstreet   | En ligne        | 1 500       | ± 2,5 | PDF    |
| 8 septembre 2022                                                                   | 38  | 18  | 9  | 11 | 19  | 5      | Mainstreet   | En ligne        | 1 534       | ± 2,5 | PDF    |
| 7 septembre 2022                                                                   | 38  | 18  | 10 | 11 | 19  | 4      | Mainstreet   | En ligne        | 1 548       | ± 2,5 | Tweet  |
| 6 septembre 2022                                                                   | 38  | 18  | 11 | 11 | 17  | 5      | Mainstreet   | En ligne        | 1 569       | ± 2,5 | JPG    |
| 5 septembre 2022                                                                   | 38  | 18  | 11 | 12 | 16  | 5      | Mainstreet   | En ligne        | 1 537       | ± 2,5 | PDF    |
| 4 septembre 2022                                                                   | 39  | 18  | 11 | 12 | 18  | 4      | Mainstreet   | En ligne        | 1 511       | ± 2,5 | PDF    |
| 3 septembre 2022                                                                   | 38  | 18  | 9  | 13 | 18  | 4      | Mainstreet   | En ligne        | 1 497       | ± 2,5 | PDF    |
| 2 septembre 2022                                                                   | 37  | 18  | 8  | 13 | 20  | 4      | Mainstreet   | En ligne        | 1 462       | ± 2,6 | PDF    |
| 1 septembre 2022                                                                   | 38  | 18  | 8  | 13 | 20  | 3      | Mainstreet   | En ligne        | 1 417       | ± 2,6 | PDF    |
| 31 août 2022                                                                       | 39  | 20  | 7  | 13 | 17  | 5      | Mainstreet   | En ligne        | 1 210       | ± 2,8 | PDF    |
| 30 août 2022                                                                       | 41  | 18  | 7  | 12 | 18  | 4      | Mainstreet   | En ligne        | 1 676       | ± 2,4 | PDF    |
| 29 août 2022                                                                       | 40  | 19  | 8  | 12 | 18  | 4      | Mainstreet   | En ligne        | 1 386       | ± 2,6 | PDF    |
| 28 août 2022                                                                       | 38  | 17  | 7  | 12 | 21  | 4      | Mainstreet   | En ligne        | 1 067       | ± 3,0 | PDF    |
| Dissolution de l'Assemblée Nationale et déclenchement des élections (28 août 2022) |     |     |    |    |     |        |              |                 |             |       |        |

## Candidats

### Candidats
| Caracteristiques                 | Parti politique | Parti politique | Parti politique | Parti politique | Parti politique | Global |
| Caracteristiques                 | CAQ             | PLQ             | PQ              | QS              | PCQ             | Global |
| -------------------------------- | --------------- | --------------- | --------------- | --------------- | --------------- | ------ |
| Caracteristiques                 |                 |                 |                 |                 |                 | Global |
| Âge moyen                        | 49              | 46              | 39              | 39              | 46              | 44     |
| % femmes candidates              | 55              | 45              | 42              | 55              | 38              | 47     |
| % parents                        | 81              | 70              | 58              | 54              | 68              | 67     |
| % Minorités visibles/Autochtones | 11              | 27              | 6               | 18              | 10              | 14     |
| % Diplômes universitaires        | 84              | 76              | 73              | 80              | 57              | 74     |
| % Nées hors du Québec/Canada     | 11              | 28              | 6               | 9               | 16              | 9      |

## Résultats
La Coalition avenir Québec rafle 88 des 98 circonscriptions à l'extérieur de l'île de Montréal où elle n'obtient que 2 des 27 circonscriptions. Hors Montréal, échappent à la CAQ : Sherbrooke, Taschereau, Jean-Lesage, Pontiac, Îles-de-la-Madeleine, Matane-Matapédia, Vaudreuil, Chomedey, Mille-Îles et La Pinière .
Après l'élection, un débat s'engage immédiatement sur la distorsion sans précédent des résultats, notamment la représentation inégale dans la future Assemblée nationale des partis d'opposition élus avec un nombre similaire de voix. Le soir même, Gabriel Nadeau-Dubois et Paul St-Pierre Plamondon exigent une réforme du mode de scrutin dans leur discours.

### Résultats par parti politique
| Partis | Partis                   | Chef                                 | Candidats | Sièges | Sièges | Voix      | Voix   | Voix  |
| Partis | Partis                   | Chef                                 | Candidats | 2018   | Élus   | Nb        | %      | +/-   |
| --- | ------------------------ | ------------------------------------ | --------- | ------ | ------ | --------- | ------ | ----- |
| | Coalition avenir         | François Legault                     | 125       | 74     | 90     | 1 685 573 | 41 %   | +3,6  |
| | Libéral                  | Dominique Anglade                    | 125       | 31     | 21     | 591 077   | 14,4 % | -10,4 |
| | Québec solidaire         | Gabriel Nadeau-Dubois et Manon Massé | 124       | 10     | 11     | 634 535   | 15,4 % | -0,7  |
| | Parti québécois          | Paul St-Pierre Plamondon             | 125       | 10     | 3      | 600 708   | 14,6 % | -2,5  |
| | Conservateur             | Éric Duhaime                         | 125       | -      | -      | 530 786   | 12,9 % | +11,4 |
| | Vert                     | Alex Tyrrell                         | 73        | -      | -      | 31 054    | 0,8 %  | -0,9  |
| | Parti canadien du Québec | Colin Standish                       | 20        | -      | -      | 12 981    | 0,3 %  | -     |
| | Climat Québec            | Martine Ouellet                      | 54        | -      | -      | 8 644     | 0,2 %  | -     |
| | Bloc Montréal            | Balarama Holness                     | 13        | -      | -      | 7 774     | 0,2 %  | -     |
| | Démocratie directe       | Jean Charles Cléroux                 | 28        | -      | -      | 2 421     | 0,1 %  | -     |
| | Parti nul                | Renaud Blais                         | 9         | -      | -      | 1 074     | 0 %    | -     |
| | L'union fait la force    | Georges Samman                       | 9         | -      | -      | 1 042     | 0 %    | -     |
| | Parti 51                 | Hans Mercier                         | 5         | -      | -      | 689       | 0 %    | -     |
| | Marxiste-léniniste       | Pierre Chénier                       | 12        | -      | -      | 675       | 0 %    | -     |
| | Équipe autonomiste       | Stéphane Pouleur                     | 10        | -      | -      | 556       | 0 %    | -     |
| | Parti culinaire          | Jean-Louis Thémistocle               | 2         | -      | -      | 356       | 0 %    | -     |
| | Parti humain             | Marie-Ève Ouellette                  | 2         | -      | -      | 262       | 0 %    | -     |
| | Union nationale          | Jonathan Blanchette                  | 1         | -      | -      | 159       | 0 %    | -     |
| | Famille et communautés   | Alain Rioux                          | 2         | -      | -      | 148       | 0 %    | -     |
| | Parti libertarien        | Charles-Olivier Bolduc               | 1         | -      | -      | 116       | 0 %    | -     |
| | Accès propriété          | Shawn Lalande McLean                 | 1         | -      | -      | 70        | 0 %    | -     |
| | Indépendant              | Indépendant                          | 14        | -      | -      | 2 121     | 0,1 %  | -0,1  |
| Total | Total                    | Total                                | 880       | 125    | 125    | 4 112 821 | 100 %  |       |
| Le taux de participation lors de l'élection était de 66,1 % et 56 316 bulletins ont été rejetés. Il y avait 6 302 789 personnes inscrites sur la liste électorale pour l'élection. |                          |                                      |           |        |        |           |        |       |